# T-bone

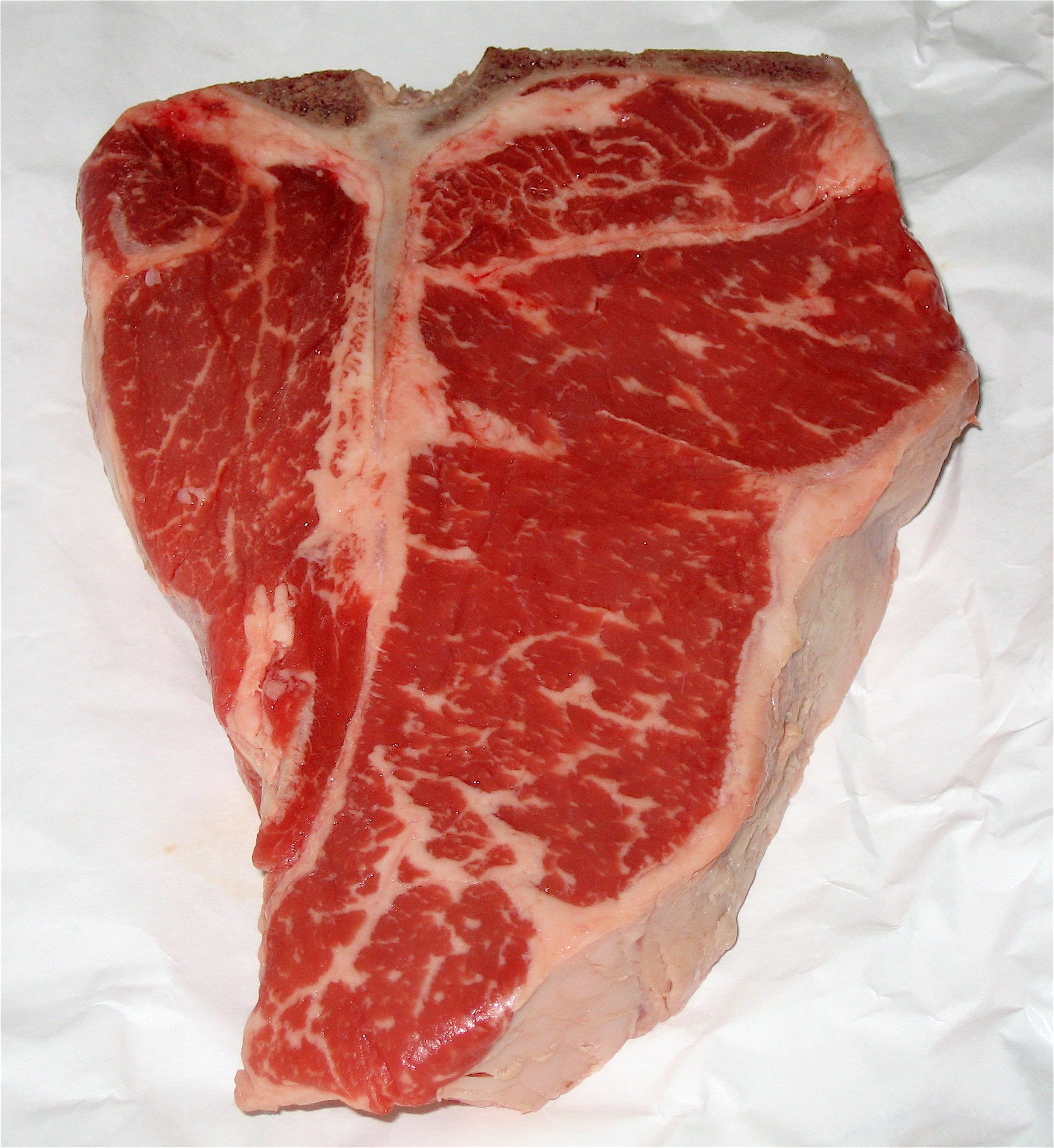
T-bone cru avec un persillé modéré, montrant la vertèbre lombaire caractéristique séparant d'un côté le filet (plus petite pièce à gauche) et le strip steak (plus grosse pièce à droite).

Le T-bone, traduit en bifteck d'aloyau, et le porterhouse sont des biftecks coupés dans la partie du short loin (aussi appelée sirloin dans les pays du Commonwealth et en Irlande). Les deux coupes comprennent une vertèbre lombaire en forme de « T » avec des parties du muscle oblique interne de l'abdomen de chaque côté de celle-ci. Le porterhouse est coupé près de l'arrière de l'animal, ce qui fait en sorte qu'il contient plus de filet que le T-bone, qui est découpé plus près de l'avant. Lorsqu'il est servi seul, le filet du T-Bone est appelé filet mignon.
En raison de leur grande taille et de leur composition à partir de deux des morceaux les plus onéreux du bœuf, ces coupes sont généralement considérées comme faisant partie des plus hautes qualité de steaks, le porterhouse en tête en raison de sa plus grande quantité de filet.

## T-boneouporterhouse

Le T-bone et le porterhouse sont découpés dans les parties short loin et tenderloin.

L'avis des experts ne convergent pas quant à savoir quelle taille précise doit avoir le filet pour séparer la coupe porterhouse de celle du T-bone. Selon l'Institutional Meat Purchase Specifications du département de l'Agriculture des États-Unis, le filet d'un porterhouse doit avoir une largeur minimale de 1,25 pouces (31,75 mm) dans sa partie la plus grande, alors que l'équivalent du T-Bone doit plutôt faire au moins 0,5 pouces (12,7 mm).

## Variantes
Au Royaume-Uni et dans certains pays du Commonwealth, porterhouse réfère souvent à un surlonge britannique (équivalent au strip steak américain) prélevé sur l'os, c'est-à-dire sans le filet de l'autre côté de l'os. En Nouvelle-Zélande et Australie, ce steak est un surlonge sans os.

## Préparation

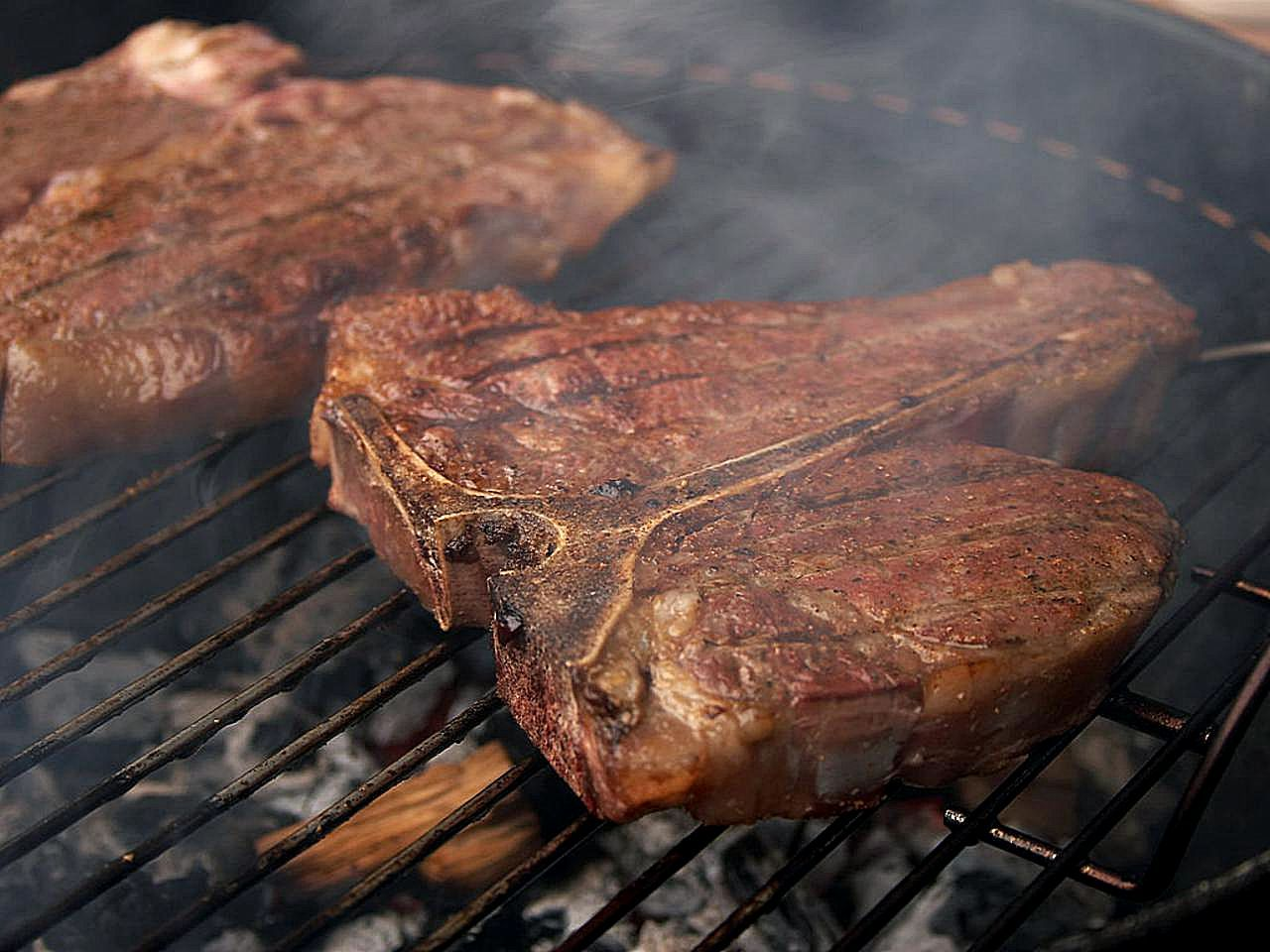
Steak porterhouse sur la grille d'un barbecue.